# Мулдашев, Эрнст Рифгатович
Эрнст Рифга́тович Мулда́шев (баш. Мулдашев, Эрнст Рифғәт улы; род. 1 января 1948, Серменево, Башкирская АССР) — советский и российский хирург-офтальмолог, хирург высшей категории, главный научный консультант Федерального государственного бюджетного учреждения «Всероссийский центр глазной и пластической хирургии» Министерства здравоохранения Российской Федерации в Уфе. Заслуженный врач Российской Федерации.
Получил известность как автор ряда эзотерических книг, газетных публикаций и фильмов на мистические темы, связанных с экспедициями на Крит, в Египет и Тибет для изучения древних цивилизаций. В 2016 году в связи со своими псевдонаучными теориями вошёл в десятку полуфиналистов антипремии «Почётный академик „ВРАЛ“».

## Биография
Родился 1 января 1948 года в селе Верхне-Серменево Белорецкого района Башкирской АССР, в простой семье, сын башкира Рифгата Искандаровича Мулдашева и украинки Валентины Кирсановны Махини, брат Альберта Рифгатовича Мулдашева и Эдуарда Рифгатовича Мулдашева.
С 1955 по 1965 год учился в школе (Первый лицей) города Салавата.
С 1972 по 1982 год научный сотрудник, руководитель отделения реконструктивной и пластической хирургии Уфимского НИИ глазных болезней.
С 1982 по 1988 год врач-окулист глазного отделения больницы № 10, МСЧ ОЛУНПЗ.
С 1988 по 1990 год заведующий лабораторией трансплантатов для офтальмохирургии МНТК «Микрохирургия глаза».
С 1990 года директор Всероссийского центра глазной и пластической хирургии (г. Уфа).
С 1990 по 1993 год народный депутат России. Стал депутатом, по его словам, для защиты своих изобретений, так как его обвинили в «экспериментах над советским человеком». При разгоне Верховного Совета был арестован и избит дубинками.
Является автором более 50 российских патентов на изобретения и полезные модели, 10 зарубежных патентов, более 300 научных публикаций, в том числе 7 монографий:
- Стафиломы склеры, 2000 г.,
- Хирургия печени и желчных путей, 2005 г.,
- Осложнённая глаукома, 2005 г.,
- Социальные и медико-биологические аспекты трансплантации тканей, 2007 г.,
- Откровения хирурга. Как я делал первую в мире трансплантацию глаза, 2010 г.,
- Правильно ли мы оперируем глаукому, 2013 г.,
- Регенеративная медицина. Биоматериалы Аллоплант в офтальмохирургии, 2014 г

Мастер спорта СССР, трёхкратный чемпион СССР по спортивному туризму. Один из организаторов и участник экспедиций по проверке версии о катастрофе пропавшего самолёта С. А. Леваневского в 1937 году в Якутии.
Эрнст Мулдашев является автором многих книг о своих экспедициях в разные государства мира. Сам он побывал в Греции (остров Крит), Индии (горы Гималаи), Китае (горы Тибет) и в десятках других стран.

## Личная жизнь
Жена — Татьяна Петровна Мулдашева.

## Офтальмология
Мулдашев является заслуженным врачом РФ, доктором медицинских наук, профессором. Член правления Общества офтальмологов России.
Хирург высшей категории, почётный консультант Луисвиллского университета (США), член Американской академии офтальмологии, дипломированный офтальмолог Мексики, член Международной академии наук. С его слов, им опубликовано более 400 научных работ, ежегодно проводит 600—800 операций на глазах.
Изобретатель хирургического биоматериала «аллоплант» Alloplant, с помощью которого якобы стало возможным (по утверждениям самого Мулдашева) лечить некоторые болезни, считающиеся «безнадёжными».
Известен случай якобы излечения считавшейся безнадёжной болезни известной дрессировщицы Терезы Дуровой, после которой, по словам самой пациентки, к ней вернулась возможность видеть.
Согласно сообщениям СМИ, пересадил донорский глаз и вернул зрение пациенту. Офтальмологи отрицают реальность эффективности операции пересадки глаза для возвращения зрения, ввиду принципиальной невозможности восстановления зрительного нерва. Комментируя ситуацию, сам Мулдашев сказал, что сделал пересадку роговицы и сетчатки глаза.

### Высказывания других офтальмологов о Мулдашеве
Член-корреспондент РАН, доктор медицинских наук, профессор Христо Тахчиди:

— Сейчас мы через прокол в полтора-два миллиметра входим в глаз, удаляем хрусталик, ставим новый и восстанавливаем зрение. Мы можем реконструировать весь глаз, можем пересадить роговицу, приварить отслоившуюся сетчатку, можем работать в задних сегментах глаза — на стыке с тканями зрительного нерва. А вот восстановить погибшую нервную ткань нам не по силам.
Вопрос: — Башкирский врач Эрнст Мулдашев вроде бы лечит от слепоты, берётся пересаживать глаза. Самая знаменитая его пациентка — известная певица.
— Не побоюсь сказать жёстко: такое лечение — шарлатанство. При этом Мулдашев действительно знающий офтальмолог, профессор, занимался пластической хирургией. Но в какой-то момент его занесло, он начал «шаманить». Мы уже давно ведём с ним дискуссии. Ведь ни одному врачу-профессионалу он не показал больную с пересадкой глаза. Увы, сегодня такая пересадка невозможна.

Профессор Валерий Экгардт, руководитель Челябинского офтальмо-эндокринологического центра, член правления Всероссийского общества офтальмологов:

Вопрос: — Зато об уфимском офтальмологе Эрнсте Мулдашеве рассказывают легенды. Это правда, что ему впервые в мире удалась пересадка глаза?
— У нас с Эрнстом Рифгатовичем хорошие отношения. И я не перестаю удивляться разносторонности, неординарности этой личности. Он увлекается нетрадиционной медициной, ходит по Гималаям, встречается с ламами. У него своя теория происхождения человека с Тибета (нашими предшественниками были трёхглазые лемурийцы и атланты). Он пишет стихи, книги. Быть может, всё это позволяет ему на высоком уровне держать определённое направление в офтальмологии. Он единственный в стране занимается использованием человеческих тканей для восстановительных операций. Но регенерировать сетчатку глаза никому в мире не удавалось — пересаженный женщине глаз не видит. По этому поводу офтальмологическая общественность очень возмущалась.

## Неакадемические исследования

### Офтальмогеометрия
Э. Мулдашевым и его единомышленниками был проведён эксперимент, где людям давали фотографии лиц знаменитых людей, разрезанные на три части — нижняя (рот), средняя (глаза), верхняя (лоб, волосы). Опознавание проходило успешно только по «глазной части» лица. На основе полученных результатов было выдвинуто предположение, что глаз как сканирующий луч считывает двадцать два параметра. В итоге была создана компьютерная программа, с помощью которой было возможно восстановить внешность человека по глазам.
Сканируя фотографии глаз представителей всех рас земного шара, было высчитано, как, возможно, должен выглядеть среднестатистический глаз; по выдвинутому предположению, такой глаз принадлежит представителям тибетской расы. Путём математического приближения было произведено расположение глаз народов всех рас мира — в конечном результате были получены четыре гипотетические пути миграции человечества по земному шару, источники которой вели в районы Тибета.
Также с помощью офтальмогеометрии был составлен портрет существа, которому принадлежат глаза на храмах в Тибете.

### Генофонд человечества
Генофонд человечества по мнению Мулдашева — это гипотетическое образование, представляющее собой совокупность сомати-пещер, расположенных главным образом в районе Гималаев, в которых в «законсервированном» состоянии (состоянии сомати или самадхи) находятся люди предыдущих цивилизаций. Теория является псевдонаучной.

### Опровержение
Чтобы разгадать тайны мистической страны Шамбала, в Тибет отправилась экспедиция российских учёных и альпинистов. Участники экспедиции RATT (Russian Adventure Travel Team), организованной Русским географическим обществом при поддержке «Комсомольской правды», обследовали район горы Кайлас, под которой якобы и расположена подземная чудесная страна. Учёные поднялись к почти недоступной «двери в Шамбалу», осмотрели «каменный лазер», побывали в загадочной «Долине смерти». Но никаких «чудес» обнаружено не было: все артефакты, описанные в книгах Эрнстом Мулдашевым, имеют абсолютно естественное происхождение.

## Награды и почётные звания
- Бронзовая медаль ВДНХ СССР (1986)
- «Заслуженный врач Российской Федерации» (1998)
- Орден Салавата Юлаева — награда Республики Башкортостан (2000);
- медаль «За выдающиеся заслуги перед отечественным здравоохранением» (2001);
- Орден дружбы народов — награда Республики Башкортостан (2007)

## Членство в обществах и ассоциациях
- Почётный консультант Луисвиллского университета (США);
- дипломированный офтальмолог Мексики;
- член правления Ассоциации врачей-офтальмологов РФ
- член Международной академии наук[уточнить]

## Публикации

### Книги
- В поисках Города Богов. Том 1. Трагическое послание древних. (2002) 544 стр. Тираж: 50000. ISBN 978-5-373-01414-4.
- В поисках Города Богов. Том 2. Золотые пластины Харати (2002)
- В поисках Города Богов. Том 3. В объятиях Шамбалы. (2002) 528 стр.

- Тираж: 3000. ISBN 978-5-373-02988-9.
- Тираж: 100000. ISBN 978-5-373-00025-3

В поисках Города Богов. Том 4. Предисловие к Матрице жизни на Земле (2002)
- В поисках Города Богов. Том 5. Матрица Жизни на Земле (2002)
- Трагическое послание древних
- В объятиях Шамбалы
- Золотые пластины Харати. Том 1. 320 стр. Тираж: 3000. ISBN 978-5-373-02987-2.
- Золотые пластины Харати. Том 2. 320 стр. Тираж: 180000. ISBN 978-5-373-00031-4
- От кого мы произошли? Часть I Встреча с мастером (1999)
- От кого мы произошли? Часть II. Что сказали тибетские ламы (1999)
- От кого мы произошли? Часть III Мир сложнее, чем мы думали (1999)
- Загадочная аура России. 400 стр. ISBN 978-5-373-02148-7
- Матрица жизни на Земле. 624 стр. Тираж: 2500.
- В объятиях Дракулы. 392 стр. Тираж: 5000.
- Путеводитель по загадочным местам планеты. (Э. Мулдашев, Н. Зятьков). Тираж 4000.

- ISBN 978-5-373-02990-2.
- ISBN 978-5-373-01397-0.

### Научные публикации
- Публикации в базе Google Scholar
- Публикации в базе данных PubMed
- Публикации на сайте Центра «Аллоплант»  (недоступная ссылка с 11-05-2013 [4468 дней])

### Публицистика
- Гаряев П. П., Валтрауд Вагнер, Леонова-Гаряева Е. А., Акимов А. Е., Сухоплюева И. А., Мулдашев Э. Р. Волновые репликативные отображения ДНК и её ближайшего окружения // «Академия Тринитаризма», М., Эл № 77-6567, публ.12905, 02.02.2006

### Книги Мулдашева в Интернете
- КнигиМулдашева.рф

### Интервью
- Интервью с Э. Мулдашевым
- Эрнст Мулдашев. Тайны острова Пасхи. В поисках птицелюдей
- Телевизионная программа Временно доступен

### Критические публикации о Мулдашеве
- Балашевич Л. И. Трансгималайский сказочник с точки зрения учёного-офтальмолога // Здравый смысл. — № 27. — 2003.
- Образцов П. А. АнтиМулдашев. От кого произошёл уфимский офтальмолог?. — М.: Яуза, Эксмо, 2004. — 256 с. — 15 000 экз. — ISBN 5-699-06943-7. Архивировано 9 марта 2016 года.
- Образцов П. А. Азбука шамбалоидов. Мулдашев и все-все-все. — М.: Яуза, Пресском, 2005. — 288 с. — (АнтиМулдашев). — 9000 экз. — ISBN 5-98083-038-3. Архивировано 2 июня 2017 года.
- Тревогин П. (кандидат технических наук) От кого мы произошли?" // журнал «Наука — это жизнь!»
- Древние пирамиды в Колорадо?.., Илья Трейгер
- И снова колорадские пирамиды!, Илья Трейгер

### Телепередачи и фильмы
- Передача «Заметки хирурга» (о трансплантации глаза, Тибете и др.)
- Мулдашев. Аллоплант. Тибет. Атлантида. Восстановление глаза — единственное в мире